# 南沢奈央
南沢 奈央（みなみさわ なお、1990年6月15日 - ）は、日本の女優。埼玉県出身。前所属はスウィートパワー（2020年6月までの所属）。

## 略歴
2006年、スカウトをきっかけに芸能界入り。同年10月、テレビドラマ『恋する日曜日 ニュータイプ』で主演デビュー。
2007年3月、NTT東日本「DENPO115」でCM初出演。4月、『生徒諸君!』で地上波ドラマ初レギュラー。8月、第28回「ビクター・甲子園ポスター」キャンペーンのイメージキャラクターに選ばれる。10月、『象の背中』で映画初出演。11月、1st写真集『南沢の風〜Nao's Journey I〜』を発表。
2008年1月、『栞と紙魚子の怪奇事件簿』で地上波ドラマ初主演。12月、『赤い糸』で映画初主演。2009年4月、『赤い城 黒い砂』で初舞台。2011年2月、第2回『赤坂BLITZ 寄席LIVE』で古典落語に初挑戦。12月、1stDVD『いま。』を発表。
2009年、立教大学現代心理学部映像身体学科に自由選抜入試で合格、2013年春に同大学を卒業。卒論のテーマは「落語における名人論」。
2020年7月1日、所属事務所スウィートパワーからの独立を発表。

## 人物
埼玉大学教育学部附属幼稚園、埼玉大学教育学部附属小学校、埼玉大学教育学部附属中学校出身。小学校では吹奏楽部に所属していた。中学3年生の夏、前所属事務所にスカウトされる。しかし、高校受験を控えていたことや人前に出ることの苦手意識、元々女優の仕事にあまり興味がなかったことなどから断り続けていた。高校進学後、事務所から同事務所所属の黒木メイサ主演の舞台『あずみ〜AZUMI RETURNS〜』（2006年）に招待され、それを観て感動し芸能界入りを決める。
英語検定・漢字検定共に、2級を所持。2011年、普通自動車免許を取得している。学校の部活動ではバスケットボール部やバドミントン部など、小学校から高校まで運動部に所属。水泳なども経験がある。女優を志すまでは獣医になるという夢があった。小学校低学年頃の夢は婦警になること。
広報映画『八月の二重奏』（2010年）の劇中でピアノ演奏を披露した。ピアノに触れたのは小学5年生のとき以来だという。人見知りするが、尊敬する人と話せないのは損であるため、話すよう努力しているという。中学生当時は眼鏡を使用していたが、憧れの先輩を眼鏡をかけず見ようと思ったのがきっかけでコンタクトレンズの使用に替えたという。
テレビドラマ『栞と紙魚子の怪奇事件簿』（2008年）で共演した前田敦子などと親交が深い。3人姉弟の次女。姉と弟がおり、弟とは3学年離れている。オリコンが10代・20代の男女を対象に実施した「2009年 期待の若手女優ランキング」のアンケート調査で第1位を獲得。
憧れの女優には、芸能界入りのきっかけとなった舞台で主演を務めた黒木メイサなどがいる。好きなアーティストはコブクロやアンジェラ・アキ。好きな食べ物は卵料理やそばなど。好きな教科は数学・英語で、苦手な教科は歴史。中学2年生のころ友人に薦められて読んだ東野圭吾の小説『秘密』をきっかけに、読書が大好きになる。
佐藤多佳子の小説『しゃべれども しゃべれども』を読んだことがきっかけで落語にのめり込み、携帯音楽プレーヤーで落語を聴くのが趣味となる。柳亭市馬の指導を受け、2011年2月の第2回「赤坂BLITZ 寄席LIVE」にゲスト出演し、『雛鍔』で古典落語に初挑戦した。高座名は「南亭市（なんていいち）にゃお」。好きな咄家に立川談春の名前を挙げている。著書『赤めだか』（2008年）を読んだことで談春を知り、2010年6月の独演会へ足を運び、その人間の凄みに圧倒され衝撃を受けたという。
大のプロレスファンでもある。

## 出演
役名太字は主演作品。

### テレビ

#### ドラマ
- 恋する日曜日 ニュータイプ（2006年10月7日 - 12月30日、BS-i） - 多々野ユリ 役、デビュー作
- 恋する日曜日 第3シリーズ 第15話（2007年4月14日、BS-i） - 佐久間里香 役
- 生徒諸君!（2007年4月20日 - 6月22日、朝日放送） - 神崎あゆみ 役
- 先生道 第6話「初恋の先生」（2007年5月：TBSチャンネル、2007年7月21日：BS-i） - 岸谷利衣 役[34]
- BSデジタル8局共同キャンペーン特別番組「夏のホットBS!2007〜美絵素（ビーエス）四姉妹HOTな一日〜」（2007年7月、NHK BShi・BS日テレ・BS朝日・BS-i・BSジャパン・BSフジ・WOWOW・スター・チャンネル） - 美絵素奈央 役
- 栞と紙魚子の怪奇事件簿（2008年1月 - 3月、日本テレビ） - 栞 役
- 1ポンドの福音（2008年1月 - 3月、日本テレビ） - 紀子 役
- P&Gパンテーンドラマスペシャル「かるた小町」（2008年2月11日、フジテレビ） - 潮崎アリサ 役
- 森山家の大パニック!（2008年3月20日、NHK総合） - 森山花 役
- 赤い糸（2008年12月6日 - 2009年2月28日、フジテレビ） - 竹宮芽衣 役[6]
- 上地雄輔ひまわり物語〜家族・親友・彼女…誰も知らない素顔初公開!（2009年3月14日、フジテレビ） - カノジョ 役
- 命のバトン〜最高の人生の終わり方（2009年6月24日・25日、テレビ東京） - 有我仁子 役[35]
- ダンディ・ダディ?〜恋愛小説家・伊崎龍之介〜（2009年7月9日 - 9月3日、テレビ朝日） - 伊崎あかり 役
- 交渉人〜THE NEGOTIATOR〜 第2シーズン 第4話（2009年11月12日、テレビ朝日） - 志村綾乃 役[36]
- IRIS-アイリス-（2010年4月21日 - 9月1日、TBS） - キム・ソンファ 役（日本語吹き替え）[37]
- 大河ドラマが描かない坂本龍馬の真実（2010年6月29日、日本テレビ） - お龍 役
- GOLD 第7話 - 第11話（2010年8月19日 - 9月16日、フジテレビ） - 神代麻衣子 役[38]
- 迷子（2011年2月19日、NHK総合） - 猪野ミキ 役[39]
- 四つ葉神社ウラ稼業 失恋保険〜告らせ屋〜 第12話（2011年6月23日、読売テレビ） - 木村舞子 役
- ほんとにあった怖い話 夏の特別編2011「深淵の迷い子」（2011年9月3日、フジテレビ） - 徳永真紀 役
- 孤独のグルメ 第12話（2012年3月21日、テレビ東京） - 青山奈々 役[40]
- マメシバ一郎 フーテンの芝二郎（2012年10月 - 12月、東名阪ネット6ほか） - 真田まち子 役[41]
- 高校入試（2012年10月6日 - 12月29日、フジテレビ） - 滝本みどり 役[42]
- 大奥〜誕生［有功・家光篇］（2012年10月12日 - 12月14日、TBS） - 雪 役[43]
- 月曜ゴールデン「税務調査官・窓際太郎の事件簿24」（2012年11月12日、TBS） - 岩永麻衣 役・前島鶴子 役（一人二役）
- 北海道発・プレミアムドラマ 神様の赤ん坊（2012年12月23日、NHK BSプレミアム） - 渡辺早智 役[44]
- 僕が父親になるまで「神様の赤ん坊」アナザーストーリー（2013年2月15日、NHK総合 北海道管内） - 渡辺早智 役
- お父さんは二度死ぬ（2013年6月1日 - 6月22日、NHK BSプレミアム） - 大沢麻衣子 役[45]
- 金曜プレステージスペシャルドラマ「鬼女」（2013年6月28日、フジテレビ） - 山辺佳奈 役
- 月曜ミステリーシアター「名もなき毒」第1話 - 第5話（2013年7月8日 - 8月5日、TBS） - 梶田梨子 役[46]
- 「だましゑ歌麿」シリーズ （テレビ朝日） - おゆう 役
  - 土曜ワイド劇場「だましゑ歌麿III」（2013年7月27日）[47]
  - ドラマスペシャル「だましゑ歌麿IV」（2014年9月6日）
- 大河ドラマ「軍師官兵衛」第2話 - 第4話（2014年1月12日 - 26日、NHK） - おたつ 役[48]
- チーム・バチスタ4 螺鈿迷宮 第3話（2014年1月21日、関西テレビ） - 菊池日菜 役
- 特集ドラマ「下町ボブスレー」[49]（2014年3月1日 - 15日、NHK BSプレミアム） - 柳田美樹 役[50]
- なるようになるさ。 第2シリーズ（2014年4月22日 - 6月24日、TBS） - 中野香子 役[51]
- 東京ガードセンター 第8話（2014年5月29日、Dlife BS258） - 田村千里 役[52]
- 匿名探偵 第2シリーズ 第5話（2014年8月8日、テレビ朝日） - 若菜 役[53]
- ラスト・ドクター〜監察医アキタの検死報告〜 第6話（2014年8月22日、テレビ東京） - 三崎亜都美 役
- 『素敵な選TAXI』シリーズ （関西テレビ） - 宇佐見夏希 役
  - 素敵な選TAXI（2014年10月14日 - 12月16日）[54]
  - 素敵な選TAXIスペシャル〜湯けむり連続選択肢〜（2016年4月5日）[55][56][57]
  - 素敵な選択TAXI 再放送（2020年4月14日 - 6月9日）[58]
- 中京テレビ開局45周年記念ドラマ「マザーズ」（2014年10月18日、中京テレビ） - 城田紗枝 役[59]
- 平成舞祭組男（2014年10月18日 - 2015年1月3日、日本テレビ） - 湊里香 役[60]
- 全盲の僕が弁護士になった理由〜実話に基づく感動サスペンス!〜（2014年12月1日、TBS） - 大河内奈津美 役[61]
- 太鼓持ちの達人〜正しい××のほめ方〜 第2話（2015年1月19日、テレビ東京） - 寺田実日子 役[62]
- まんまこと〜麻之助裁定帳〜（2015年7月16日 - 10月1日、NHK） - お寿ず 役[17]
- ドラマスペシャル「ザ・ドライバー」（2015年10月11日、テレビ朝日） - 村瀬玲奈 役[63][64]
- コウノドリ 第7話 （2015年11月27日、TBSテレビ） - 森亜沙子 役[65]
- 『大江戸事件帖 美味でそうろう』シリーズ（BS朝日） - お鶴 役
  - BS朝日開局15周年記念・大型時代劇スペシャル「大江戸事件帖 美味でそうろう」 （2015年12月4日 - 5日） [66]
  - 大江戸事件帖 美味でそうろう2（2017年2月17日）[67]
- 傘をもたない蟻たちは 第4話（2016年1月30日、フジテレビ） - 赤津舞 役[68]
- テレビ東京系ドラマスペシャル「最上の命医2016」 （2016年2月10日、テレビ東京） - 美咲しおり 役[69][70]
- ノンママ白書 第1話 - 第3話（2016年8月13日 - 27日、東海テレビ） - 塚本梨々花 役[71]
- 地味にスゴイ!校閲ガール・河野悦子 第4話（2016年10月26日、日本テレビ） - 杉本あすか 役[72][73]
- 土曜ワイド劇場『司法教官・穂高美子パート5』（2016年10月29日、テレビ朝日） - 菊池梨花 役[74]
- 不機嫌な果実スペシャル〜3年目の浮気〜（2017年1月6日・13日、テレビ朝日） - 神崎葵 役[75]
- 特命おばさん検事! 花村絢乃の事件ファイル5（2017年1月11日、テレビ東京） - 平山真弓 役[76]
- 社長室の冬-巨大新聞社を操る男-（2017年4月30日 - 5月28日、WOWOW） - 酒井優奈[77]
- 貴族探偵 第10話・最終話（2017年6月19日・26日、フジテレビ） - 有岡葉子 役[78][79][80]
- 遺留捜査 第4シリーズ 第1話（2017年7月13日、テレビ朝日） - 早坂のぞみ 役[81]
- 今からあなたを脅迫します 第3話（2017年11月5日、日本テレビ） - 萩沼真希 役[82]
- 相棒 Season16 第5話（2017年11月15日、テレビ朝日） - 樋口真紀 役[83][84]
- 咲-Saki-阿知賀編 episode of side-A（2017年12月4日 - 25日・2018年1月7日、MBSテレビ[85]） - 赤土晴絵 役[86][87]
- ちょい☆ドラ2017〜人生でエモいことは10分で起こる〜「ヴァージン・ロード」（2017年12月28日、NHK総合） - 主演・歩美 役[88]
- 特命刑事 カクホの女 第2話（2018年1月26日、テレビ東京） - 阿川伊代 役[89]
- 月曜名作劇場 「ミステリー作家・朝比奈耕作シリーズ2 鳥啼村の惨劇」（2018年3月12日、TBS） - 高林智里 役[90]
- 噂の女 第2話（2018年4月21日、BSジャパン） - 岡本小百合 役
- 螢草 菜々の剣 第4話 - 最終話（2019年8月16日 - 9月6日、NHK BSプレミアム） - 雪江 役[91]
- ハル〜総合商社の女〜 第7話（2019年12月2日、テレビ東京） - 三田村由妃 役[92]
- 捜査会議はリビングで! おかわり 第4話（2020年2月23日、NHK BSプレミアム） - 理沙 役[93]
- 警視庁・捜査一課長2020 第10話（2020年7月9日、テレビ朝日） - 出口梨子 役[94]
- BARレモン・ハート お正月スペシャル2023「苦～いのがお好き?」編（2023年1月3日、BSフジ） - 織田美紀 役
- 金曜ナイトドラマ 「リエゾン -こどものこころ診療所-」第7話（2023年3月3日、テレビ朝日） - 紺野美樹 役
- 彼女たちの犯罪 第4話 -（2023年8月10日 - 、読売テレビ・日本テレビ）[95]
- 家政夫のミタゾノ 第6シリーズ 第8話（2023年11月28日、テレビ朝日） - 羽井早苗 役[96][97]
- 大岡越前スペシャル〜大波乱!宿命の白洲〜（2023年12月29日、NHK BS・NHK BSプレミアム4K） - おつや 役[98]

#### バラエティ
- コレってアリですか?（2010年4月3日 - 5月29日・7月27日 - 2011年9月13日、日本テレビ） [注 2]
- アウトドア・ロックンロール〜サラリーマン転覆隊が行く〜（2013年10月4日 - 2014年9月26日、BS朝日）コントパート - 南沢社員 役
- 「超入門!落語 THE MOVIE」2nd Season 第1回（2017年10月5日、NHK総合） - 「幾代餅」・幾代太夫 役[99]
- NHK新人落語大賞（NHK総合） - 司会
  - 「平成29年度 NHK新人落語大賞」（2017年11月4日）
  - 「平成30年度 NHK新人落語大賞」（2018年11月4日）
  - 「令和元年度 NHK新人落語大賞」（2019年11月4日）
  - 「令和2年度 NHK新人落語大賞」（2020年11月23日）
- 上方落語の会（NHK大阪放送局） - 案内役
- とっておき!木曜笑タイム（2021年4月8日 - 2022年3月3日・3月21日、NHK大阪放送局） - 案内役
- とっておき!朝から笑タイム（2022年4月9日 - 2023年3月25日、NHK大阪放送局） - 案内役[100]

#### ドキュメンタリー・教養
レギュラー出演
- アンジェラ・アキのSONGBOOK in English（2012年1月7日 - 3月24日、NHK Eテレ）
- サイエンスZERO（2012年4月8日 - 2018年4月1日、NHK Eテレ） - ナビゲーター
- THE TURF （2013年10月6日 - 2015年12月、関西テレビ）
- こころ、はなやぐ。〜ハナ旅〜（2019年10月 - 、テレビ朝日） - 旅人・語り
- そこに山があるから（2024年8月21日 -、BS朝日）

特別出演
- 光る森「神秘の発光を追う」 （2012年9月17日、NHK） - ナレーション、リポーター
- 金とく「悲哀は愛に変る 〜新美南吉生誕百年〜」（2013年5月24日、NHK中部・東海エリア） - ナレーション、リポーター
- にっぽん紀行「IT戦士たちの熱い夏 〜徳島 神山町〜」 （2013年8月8日、NHK） - ナレーション
- ぎふスペシャル「笑う岐阜には福来る ～第11回全日本学生落語選手権」 （2014年3月14日、NHK岐阜放送局） - ナレーション、リポーター
- イッピン （NHK BSプレミアム） - リポーター
  - 「スパッと切れる!の秘密 〜新潟県三条の刃物〜」 （2014年6月3日）
  - 「彩りを生み出す超絶技巧 〜香川漆器〜」（2015年2月17日）
  - 「紙をモダンに 〜山梨の和紙製品〜」(2016年6月21日)
  - 「足元のおもてなし ふかふか!カーペット 〜山形 羊毛製品〜」（2017年1月31日）[101]
  - 「キラキラ まばゆく！〜宮城 仙台のガラス製品〜」（2017年11月28日）[102]
  - 「変幻自在!漆が竹に 金属に〜新潟市の漆器〜」（2017年6月13日）[103]
  - 「軽やかに！ポップに！～徳島木製品～」（2018年10月16日）
- 十勝が教えてくれた3つのこと。 〜17歳の農村体験 未来への種まき〜 （2014年8月10日、TBS〔北海道放送制作〕） - ナレーション、リポーター
- 地方発 ドキュメンタリー「ツルとヒト 共に生きる道」（2015年3月10日、NHK） - ナレーション
- 私の中の戦争 〜著名人たちの語る 8月15日〜 （2015年8月9日、NHK BS1） - 司会・進行
- 震災ドキュメント2015 -被災地の人々のものがたり- 第2話「“いるだけ”で何ができるんだろう?〜大学生 “仮設”で暮らした3か月〜」 （2015年10月16日、NHK仙台放送局） - ナレーション[104]
- ディスカバー四国 全部見せます!こんぴら歌舞伎（2016年6月3日、NHK高松放送局他）[105]
- テレメンタリー2016「山の上の療養所 〜元ハンセン病患者たちの1年〜」（2016年11月27日、テレビ朝日） - ナレーション[106]
- 和び旅（2017年4月、日本テレビ）- 4月期 案内役[107]
- MRO開局65周年記念特別番組「福者になった武将 高山右近〜400年の時を超えて〜」 （2017年5月28日、北陸放送）- ナビゲーター[108]
- 趣味どきっ!水曜シリーズ「わたしたちの夜時間」（2017年6月 - 7月）[109]
- 静岡朝日テレビ開局40周年記念特別番組 池上彰と学ぶ なるほど!富士山7つの秘密 (2019年1月6日、テレビ朝日)[110]
- 柳家喬太郎の笑って免疫力UP!寄席（2020年6月30日、7月7日、BS11） - ナレーター

### ラジオ

#### レギュラー出演
- 南沢奈央のビビッとコイ!（2008年3月31日 - 2010年4月3日、ニッポン放送）
- ゴチャ・まぜっ!月曜日（2011年7月17日 - 2014年3月24日、MBSラジオ）
- NIPPON SEKIJUJISHA "GAKUKEN" DREAMERS ACADEMY（2011年10月1日 - 2012年3月31日、J-WAVE）
- NIPPON SEKIJUJISHA "GAKUKEN" The Reason Why（2012年12月3日 - 2015年3月31日、J-WAVE）
- オレたちゴチャ・まぜっ!（2014年4月4日 - 2015年3月27日、MBSラジオ）
- TOPPAN FUTURISM（2018年4月1日 -  2020年3月29日[111]、J-WAVE）
- nippn ¡ hon－yomokka！(2021年10月3日 - 、TOKYO FM)[112]

#### ラジオドラマ
- ニッポン放送開局55周年記念特別番組 ラジオドラマ「くじら」（2009年12月31日、ニッポン放送） - ますみ 役 / おきち 役（一人二役）[113]
- 劇ラヂ!ライブ「想い彩り」（2012年5月4日、NHK第1） - 北沢彩 役[114]
  - とっておきラジオ　劇ラヂ！ライブ「想い彩り」（2012年7月7日、NHK第1）※再放送[115]
- 百田夏菜子とラジオドラマのせかい（2022年2月4日 - 25日、ニッポン放送） - マンスリーゲスト[116]

#### 特別出演
- オールナイトニッポン〜赤い糸スペシャル〜 （2008年12月19日、ニッポン放送）
- J-WAVE HOLIDAY SPECIAL Café NESCAFÉ presents MEET AT BOOK CAFÉ （2013年11月4日、J-WAVE） [注 3]

### 映画
- 象の背中（2007年10月27日公開） - 藤山はるか 役
- 山桜（2008年5月31日公開） - 浦井勢津 役
- シャカリキ!（2008年9月6日公開） - 永田桜 役
- 赤い糸（2008年12月20日公開） - 竹宮芽衣 役
- 君にラヴソングを（2010年5月11日 - 14日期間限定公開） - 山口沙緒里 役
- 八月の二重奏（2010年9月 - 全国の献血ルームなどで無料公開[注 4]） - 美保 役
- 行きずりの街（2010年11月20日公開） - 広瀬ゆかり 役
- 皆既日食の午後に（2011年6月19日 - 25日ショートショートフィルムフェスティバル&アジア2011ミュージックShort部門特別製作作品として公開） - かおり 役
- ダブルスカイ!（2012年4月上旬 - 全国の献血ルームなどで無料公開） - 佐上恵 役（特別出演）
- マメシバ一郎 フーテンの芝二郎（2013年2月9日公開） - 真田まちこ 役
- TOKYOてやんでぃ〜The Story Teller's Apprentice〜（2013年2月23日公開） - 太田ユリ 役
- MOON★DREAM（2013年6月29日公開） - 古川サユリ 役
- HANA〜ひとつ。（2016年） - イ・ソヨン / イ・アミ 役[117]
- 映画『咲-Saki-阿知賀編 episode of side-A』（2018年1月20日[85]） - 赤土晴絵 役[86][87]

### 舞台
- 赤い城 黒い砂（2009年4月3日 - 5日・同月11日 - 26日） - ココ 役
- ピンクスパイダー（2011年3月8日 - 27日） - メル 役
- 8人の女たち（2011年12月9日 - 25日・2012年1月6日 - 9日） - カトリーヌ 役
- 朗読劇 サマーウォーズ（2012年6月16日 - 17日） - 夏希 役
- ストレンジ・フルーツ（2013年5月3日 - 26日・同月28日 - 6月2日） - カナ 役
- The River （2015年2月19日 - 26日） [118]
- サバイバーズ・ギルト&シェイム （2016年11月11日 - 12月4日） - ヒロイン・夏希 役[119]
- ゴーチ・ブラザーズプロデュース カントリー〜THE COUNTRY〜（2017年7月12日 - 17日） - 若い女 役[120]
- WATER by the SPOONFUL（2018年7月6日-22日）
- 罪と罰（2019年1月9日 - 2月1日・2月9日 - 17日） - ドゥーニャ、リザヴェータ 役[121]
- 恐るべき子供たち（2019年5月18日 - 6月2日、KAAT神奈川芸術劇場） - 主演・エリザベート 役[122][123]
- HAMLET ―ハムレット―（2019年9月8日[注 5] - 10月6日、東京グローブ座 / 10月9日 - 15日、森ノ宮ピロティホール） - オフィーリア 役[125]
- 阿呆浪士（2020年1月8日 - 24日、新国立劇場・中劇場 / 同月31日 - 2月2日、森ノ宮ピロティホール） - お直 役
- ハルシオン・デイズ2020（2020年10月31日 - 11月23日、紀伊国屋ホール / 12月5日・6日、サンケイホールブリーゼ）[126]
- アーリントン〔ラブ・ストーリー〕（2021年1月16日 - 31日、KAAT神奈川芸術劇場） - 主演・アイーラ 役
- 岸辺の亀とクラゲ-jellyfish-（2021年3月6日 - 14日、シアター711） - 主演・さゆり役
- 羽世保スウィングボーイズ - 向谷美咲 役
  - （2021年7月16日 - 27日、博多座 / 8月28日 - 29日、新歌舞伎座）
  - （2022年10月23日 - 28日、明治座）[127]
- KUNIO10『更地』（2021年10月9日 - 10日、京都芸術劇場 春秋座 / 10月30日 りゅーとぴあ新潟市民芸術文化会館 劇場 / 11月7日 - 14日、世田谷パブリックシアター）[128]
- エゴ・サーチ（2022年4月10日 - 24日 東京・紀伊國屋ホール、4月30日 - 5月1日 大阪・サンケイホールブリーゼ）
- 血の婚礼（2022年9月15日 - 10月2日、シアターコクーン他、大阪公演も予定）[129]
- 舞台『セトウツミ』（2023年5月27日 - 6月4日、東京芸術劇場 プレイハウス / 2023年6月9日 - 11日、梅田芸術劇場シアター・ドラマシティ / 2023年6月13日、日本特殊陶業市民会館ビレッジホール）- 車椅子の少女 役、内海の姉 役[130]
- メディア / イアソン（2024年3月12日 - 31日、世田谷パブリックシアター / 4月4日 - 6日、兵庫県立芸術文化センター 阪急中ホール） - メディア 役（井上芳雄とダブル主演）[131][132]
- No.9 -不滅の旋律-（2024年12月21日 - 31日、東京国際フォーラム ホールC / 2025年1月11日・12日、久留米シティプラザ / 1月18日 - 20日、オリックス劇場 / 2月1日・2日、アクトシティ浜松 大ホール） - ナネッテ・シュタイン・シュトライヒャー 役[133]
- 反乱のボヤージュ（2025年5月6日 - 16日、新橋演舞場 / 6月1日 - 8日、大阪松竹座） - 日高菊 役[134]
- 不可能の限りにおいて（2025年8月8日 - 11日〈予定〉、シアタートラム）[135]
- MONDAYS/このタイムループ、まだまだ終わらない!?」（2025年10月5日 - 27日〈予定〉、PARCO劇場 / 11月1日 - 3日〈予定〉、森ノ宮ピロティホール / 11月8日・9日〈予定〉、サントミューゼ 上田市交流文化芸術センター 大ホール）[136]

#### 寄席
- 第2回 赤坂BLITZ 寄席LIVE（2011年2月10日） - 落語「雛鍔」
- 古今亭志ん生没後50年追善興行（新宿末廣亭、2023年9月18日昼）- 座談会ゲスト

### ネット配信

#### 携帯ドラマ
- LISMO Channel「Happy! School Days!」（au） - 岡田莉子 役
  - episode.1「卒業までにしたい3つのこと」（2010年2月1日配信）
  - episode.2「Hello Goodbye」（2010年3月8日配信）
- BeeTV「キミの記憶をボクにください〜ピグマリオンの恋〜」（2010年3月20日配信、NTTドコモ） - ミカ 役・ヒジン 役 （一人二役）

#### ネットドラマ
- プロデューサーKシリーズ（共同テレビジョン制作） - 小倉ゆり 役[137]
  - プロデューサーK（2016年9月28日）[138]
  - プロデューサーK #2（2017年）[139]
  - プロデューサーK #3（2018年）[140]
  - プロデューサーK #4（2021年）

### CM
- NTT東日本「DENPO115」（2007年）
- BSデジタル8局共同キャンペーン「夏のホットBS! 2007」（2007年）
- レキットベンキーザー・ジャパン「クレアラシル」（2008年）
- 江崎グリコ「ポッキー×赤い糸」（2008年・2009年）
- NHK「NHK地球エコ2009」（2009年）
- 「Disney's クリスマス・キャロル」（2009年）
- ネクソン「メイプルストーリー」（2010年）
- イオングループ「ハピコム」（2010年・2011年）
- ロート製薬「肌研」（2011年）
- 朝日新聞 「学割キャンペーン」（2011年）
- すき家 インフォマーシャル「初恋の味」（2011年）[141]
- サントリー「ザ・プレミアム・モルツ」（2011年）
- 日本生命保険「みらい創造物語」（2012年）
- カルピス株式会社「カルピス酸乳／アミールS」（2013年）
- NHK 「NHK受信料」PRスポット （2014年）
- 消費者庁「団体訴訟制度」 （2014年）
- サッポロビール株式会社「麦とホップ The gold」（2015年）
- 山陰合同銀行「キャッシュバンクネオ」（2015年）[142][143]
- 百十四銀行「114 スマートネクスト」 （2015年）[144]
- 阿波銀行 「スマートネクスト」（2015年）[145]
- 佐賀銀行「スマートSabio」（2016年）[146]

#### イメージキャラクター
- 日本ビクター第28回「ビクター・甲子園ポスター」キャンペーン イメージキャラクター（2007年）
- ゴマブックス夏の文庫フェア「夏ゴマ」 2008年イメージキャラクター（2008年）
- 第二回「蒼き賞」 初代応援ガール（2009年）
- ネスレ日本「キットカット」 2011年受験生応援キャンペーンキャラクター（2010年）
- 埼玉県知事選挙 啓発キャラクター（2011年）
- 日本赤十字社 学生献血（「GAKUKEN」）応援キャラクター（2011年 - ）[147]
- イオン「eco-1グランプリ」 PR大使 （2012年 - ）
- 国土緑化推進機構「フォレスト・サポーターズ」（2013年 - ）[148]

### 新聞
- コラム「本っておもしろい」（2010年10月9日ほか、朝日小学生新聞）
- 日本新聞協会に加盟している新聞社の新聞（2011年4月6日）[149]
- 大学進学特集「やりたいこと学べる幸せ」（2011年6月17日、朝日新聞）
- 旬「広がる役の幅 ちょっと寂しさも」（2013年2月2日夕刊、朝日新聞）
- 日曜くらぶ「わたしの幸せ」 （2014年2月23日日曜版、毎日新聞）
- 「進学特集」（2014年10月26日朝刊、読売新聞）
- 広告特集「忘れられない一頁」（2014年12月6日夕刊、朝日新聞）
- みどりの日特集「富士山再生キャンペーン」『日本の誇り 守ろう』（2016年5月4日、毎日新聞）

### WEB連載
- 南沢奈央の読書日記（2017年4月 - 、Book Bang〈新潮社〉）[150]

### PV
- 耳切坊主「スコール」（2007年）
- いきものがかり「SAKURA -2007 version-」（2007年）
- SE7EN「会いたい」（2007年）
- HY「366日」（2008年）
- 超新星「まごころ」（2010年）
- 超新星「ALL ABOUT U」（2010年）

### ゲーム
- レイトン教授と魔神の笛（2009年11月26日、レベルファイブ） - ユラ・アランバード 役（声）

## 作品

### DVD
- いま。（2011年12月9日、イーネット・フロンティア）

## 書籍

### 写真集
- 南沢の風〜Nao's Journey I〜（2007年11月3日、ワニブックス） - ISBN 4-847-04050-3
- 普通。（2009年2月26日、学習研究社） - ISBN 4054039898

### 雑誌連載
- アップトゥボーイ（2007年6月号 Vol.180 - 2008年2月号 Vol.184 モノクロページ企画「なおりんピック」連載）
- 週刊プレイボーイ（2010年4月 - 2010年10月「週替わりリレー書評」連載）